# Alexandre Loukachenko
Aliaksandr Loukachenka
 (juin 2021).
Si vous disposez d'ouvrages ou d'articles de référence ou si vous connaissez des sites web de qualité traitant du thème abordé ici, merci de compléter l'article en donnant les références utiles à sa vérifiabilité et en les liant à la section « Notes et références ».
Alexandre Grigorievitch Loukachenko (prononcé en français : /lu.ka.ʃɛn.ko/ ; en biélorusse : Аляксaндр Рыгoравіч Лукашэнка /alʲaˈksand(a)r rɨˈɣɔravʲitʂ lukaˈʂɛnka/, en russe : Александр Григорьевич Лукашенко /ɐlʲɪˈksandr ɡrʲɪˈɡorʲjɪvʲɪtɕ ɫʊkɐˈʂɛnkə/), né le 30 août 1954 à Kopys (RSS de Biélorussie), est un homme d'État biélorusse, président de la République depuis 1994.
Agriculteur de profession, il appartient au Parti communiste de l'Union soviétique avant d’être élu à la tête de la Biélorussie en 1994, puis réélu en 2001, 2006, 2010, 2015, 2020 et 2025.
Il conduit un régime qualifié d'autoritaire voire de dictatorial en raison de la restriction des libertés publiques, de nombreuses atteintes aux droits de l'homme, de la tenue de scrutins et de référendum entachés d'irrégularités (coup de force en 1996, référendum de 2004 l'autorisant à briguer un troisième mandat, réélection contestée en 2020). La Biélorussie est par conséquent isolée au niveau international, notamment en Occident, où Loukachenko est souvent dépeint comme le « dernier dictateur d'Europe » et interdit de séjour par l'Union européenne et les États-Unis. En 2025, Alexandre Loukachenko est président depuis 30 ans.

## Origines et débuts

### Naissance et enfance
Loukachenko naît dans le village de Kopys (district d'Orcha, région de Vitebsk), dans ce qui est alors la république socialiste soviétique de Biélorussie. Son grand-père maternel, Trofym Ivanovytch Loukachenko, est originaire de la région de Soumy en Ukraine. Sa mère, Ekaterina Trofimovna Loukachenko, est originaire du village du district de Chklow (région de Moguilev) où elle vit jusqu'à la Seconde Guerre mondiale. Après la guerre, elle travaille dans l'usine de lin d'Orcha (région de Vitebsk). Après la naissance de son fils — Ekaterina n'étant pas mariée, le père de Loukachenko est inconnu — elle revient dans sa région natale où elle travaille en tant que laitière dans une ferme.

### Études et carrière professionnelle
Loukachenko obtient un diplôme de la faculté d'histoire de l'Institut pédagogique de Moguilev en 1975. De 1975 à 1977, il sert dans l'armée comme garde-frontière, après quoi, il devient le secrétaire du comité du Komsomol de Moguilev. De 1980 à 1982, il est commissaire politique d'une division d'infanterie mécanisée stationnée à Minsk. En 1982, après avoir quitté l'armée, il devient vice-président d'un sovkhoze. En 1985, il obtient un diplôme de l'académie agricole de Biélorussie. De 1985 à 1987, il est secrétaire général d'un sovkhoze du district de Chklow, après quoi il est promu au poste de directeur de l'usine de matériaux de construction de fermes d'État de Haradziets dans le district de Chklow.

## Ascension politique

### Député au Conseil suprême (1990-1993)
En 1990, Loukachenko est élu comme député au Conseil suprême de la République biélorusse, corps monocaméral succédant au Soviet suprême biélorusse de 1991 à 1994. Lors de ce premier mandat politique, il fonde un groupe politique nommé « Des communistes pour la démocratie », qui défend une Union soviétique démocratique reposant sur des principes communistes. Il prétend avoir été le seul député à voter contre la ratification de l'accord de décembre 1991 concernant la dissolution de l'Union des républiques socialistes soviétiques et la création de la Communauté des États indépendants (CEI). Au lendemain de la dissolution de l'URSS, Loukachenko retourne brièvement gérer une ferme d'État.

### Président du comité anti-corruption (1993-1994)
Ayant acquis une réputation d'éloquent opposant à la corruption, Loukachenko est élu en 1993 pour servir comme président au comité anti-corruption au parlement biélorusse. Bien qu'il maintienne une étroite association avec les partis communistes, il tombe en disgrâce à la suite de ses critiques répétées contre la corruption et les privilèges de la nomenklatura. À la fin de l'année 1993, il accuse 70 hauts fonctionnaires, notamment Stanislaw Chouchkievitch, le président du Parlement, de corruption et de détournement de fonds à des buts personnels. Ces accusations conduisent à la tenue d'un vote de confiance que Stanislaw Chouchkievitch perd.

## Parcours à la présidence de la Biélorussie

### Premier mandat présidentiel (1994-2001)

#### Débuts
Une nouvelle constitution est adoptée au début de l'année 1994. Conformément à celle-ci, une élection présidentielle se tient au début du mois de juillet de la même année. Six candidats sont en lice, dont Loukachenko, Chouchkievitch et Viatchaslaw Kiebitch. Ce dernier est le grand favori mais, à la surprise de la plupart des observateurs, Loukachenko, dont la campagne a pour thème « vaincre la mafia », est en tête lors du premier tour avec 45 % des voix. Le 10 juillet, Alexandre Loukachenko remporte le second tour avec plus de 80 % des suffrages et devient, à 40 ans, le premier président de la jeune République biélorusse.
Une fois élu à la tête de la Biélorussie, Loukachenko prend rapidement des mesures dans le but de « stabiliser l'économie ». Ainsi, il fait doubler le salaire minimum, il introduit un contrôle des prix et abroge les quelques réformes économiques qui avaient été menées. Il fait face à la difficile situation de ranimer une économie socialiste dans un pays de 10,4 millions d'habitants entourés par des pays capitalistes émergents. La Biélorussie est complètement dépendante du gaz et de l'électricité importés de Russie et payés à prix préférentiels. L'absence de moyens financiers pour payer les importations russes rend alors la coopération économique avec la Russie plus que nécessaire pour la Biélorussie.
Durant les deux premières années de son mandat présidentiel, Loukachenko fait face à une opposition virulente. En 1995, la Banque mondiale et le FMI suspendent les prêts financiers à la Biélorussie pour la sanctionner de son refus de réformes libérales.

#### Renforcement des pouvoirs présidentiels et dictature
Des manifestations éclatent au printemps 1996 en opposition aux référendum visant à accroître le pouvoir centralisé sur la personne du président. Elles resteront connues sous le nom de Printemps de Minsk et se poursuivront en 1997. Elles sont durement réprimées.
Lors de l'été 1996, 70 députés sur les 110 que compte le parlement biélorusse signent une pétition pour empêcher Loukachenko de violer la Constitution. Ce dernier invite des officiels russes de premier plan pour jouer les « médiateurs », tel Viktor Tchernomyrdine, et éviter que soit votée une motion de censure. Le Parlement tente par ailleurs d'organiser un référendum pour abolir le poste de président de la République et instituer un régime parlementaire. Peu de temps après, le 24 novembre 1996, Loukachenko fait organiser un référendum en vue d'étendre son mandat de cinq à sept ans et d'augmenter ses prérogatives, entre autres la possibilité de fermer le Parlement. Le 25 novembre, Loukachenko annonce que 70,5 % des votants ont voté « oui » avec une participation de 84 %. La manière dont la campagne a été menée est vivement condamnée. Le gouvernement a banni l'opposition de la télévision et de la radio, empêché toute parution de journaux de l'opposition et fait saisir son matériel publicitaire. Dans ces circonstances, les États-Unis et l'Union européenne refusent de reconnaître la légitimité du scrutin.

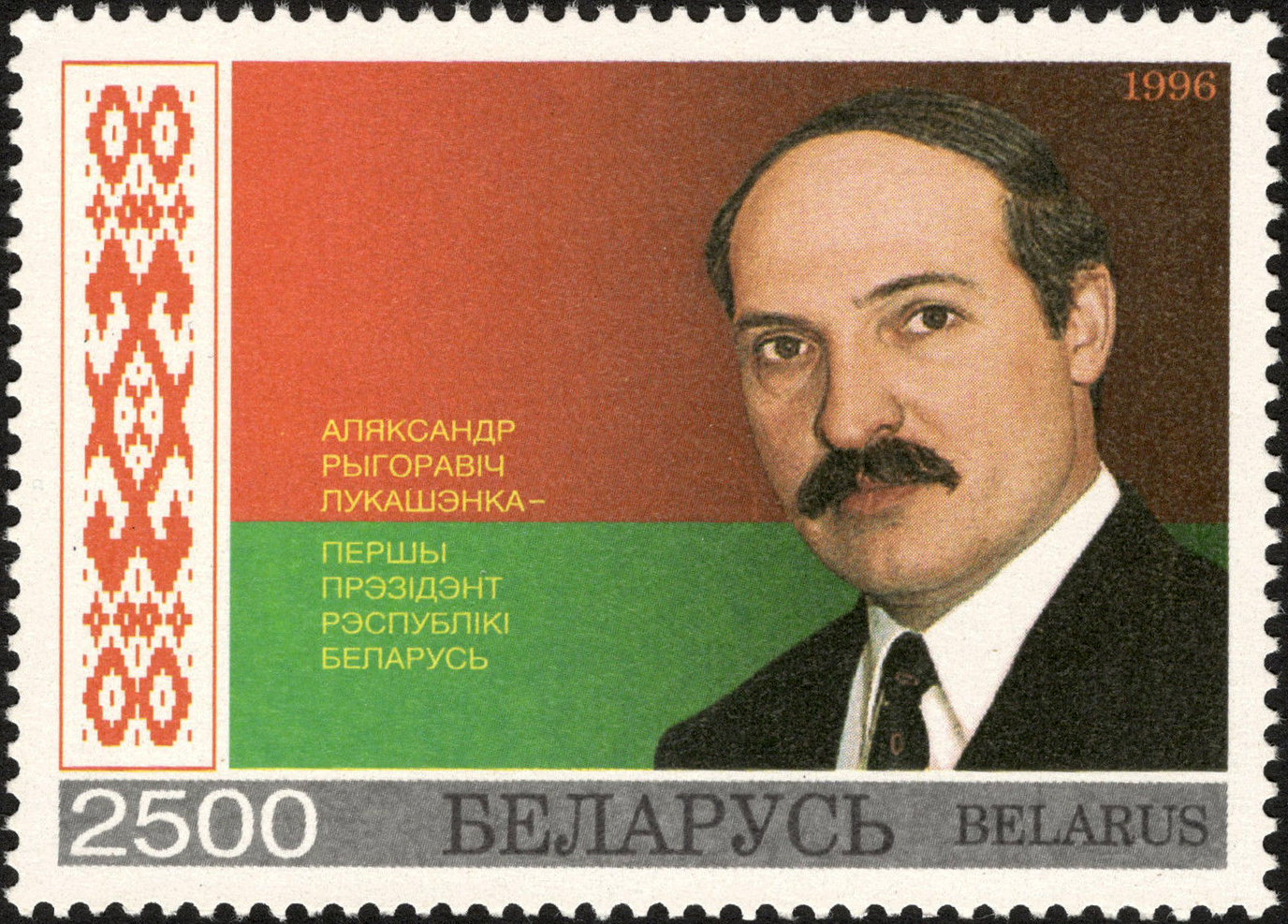
Timbre biélorusse de 1996 à l'effigie du président Loukachenko.

Loukachenko ajourne immédiatement le Parlement biélorusse. La police occupe le bâtiment et emprisonne 89 des 110 députés considérés comme « déloyaux ». Un nouveau parlement composé de 110 pro-Loukachenko est mis en place. Ce coup de force est alors unanimement condamné par la communauté internationale ainsi que par les organisations de défense des droits de l'homme. Le premier ministre biélorusse et deux autres ministres démissionnent en forme de protestation, de même que sept membres parmi les onze qui composent la Cour constitutionnelle. Ils sont remplacés par des pro-Loukachenko. Loukachenko renforce également son pouvoir en faisant fermer plusieurs journaux d'opposition, il augmente les pouvoirs du KGB (la Biélorussie est l'unique pays de l'ancienne Union soviétique à avoir conservé cette dénomination).
Au début de l'année 1998, la banque centrale russe suspend le commerce avec le rouble biélorusse, ce qui entraîne une forte dépréciation de celui-ci sur le marché des devises. Loukachenko prend alors le contrôle de la banque centrale biélorusse et ordonne que le taux d'échange soit remis au taux précédent, gelant les comptes bancaires et réduisant l'activité des banques commerciales. Cela provoque une panique. Loukachenko affirme depuis que les problèmes du pays viennent de « saboteurs économiques », aussi bien à l'intérieur du pays qu'à l'étranger. Trente fonctionnaires sont ainsi arrêtés et doivent parader sur les chaînes télévisées d'État, une centaine d'autres sont « punis ». Il reproche ensuite aux gouvernements étrangers de conspirer contre lui et, en avril 1998, expulse les ambassadeurs des États-Unis, de Grande-Bretagne, de France, d'Allemagne, de Grèce, d'Italie et du Japon, allant jusqu'à violer l'inviolabilité dont jouissent les bâtiments diplomatiques. Bien que les ambassadeurs obtiennent par la suite la possibilité de revenir, Loukachenko intensifie ses attaques verbales contre l'Ouest. Il dépeint ses opposants politiques comme des « faire-valoir » des puissances étrangères qui lui sont hostiles. Il recommence ses provocations en expulsant une délégation du FMI qu'il qualifie « d'escrocs » et affirme que les pays occidentaux ont conspiré aux Jeux olympiques de Nagano au Japon pour limiter le nombre de médaillés biélorusses.
En novembre 1995, lors d'un entretien accordé au quotidien allemand Handelsblatt, Loukachenko souligne le fait que « Tout ce qui était sous l'influence d'Adolf Hitler, en Allemagne, n'a pas été mauvais. (...) L'ordre allemand a atteint son apogée sous Hitler. C'est ce qui correspond à notre idée d'une république présidentielle et du rôle du chef de l’État ».

### Deuxième mandat présidentiel (2001-2006)
Le premier mandat présidentiel aurait dû s'achever en juillet 1999 mais à la suite du référendum de 1996, il est prolongé jusqu'en septembre 2001. Les thèmes de la campagne présidentielle de Loukachenko sont largement similaires à celle de 1994 : contrôle de l'économie, partenariat avec la Russie, fort pouvoir présidentiel pour maintenir l'ordre, opposition à l'élargissement de l'OTAN vers l'Est, opposition aux modèles démocratiques qu'incarnent les pays occidentaux et ainsi une opposition à l'idée de toute relation privilégiée avec l'un des pays occidentaux. Son opposant est Ouladzimir Hantcharyk. L'élection se tient le 9 septembre 2001 et Loukachenko la remporte dès le premier tour. Cependant, l'OSCE déclare que cette élection ne respecte pas les standards internationaux. De même, les organisations des Droits de l'Homme jugent que l'opposition a été systématiquement harcelée et n'a pu accéder aux médias contrôlés par l'État. Les gouvernements occidentaux critiquent également cette élection alors que la Russie félicite publiquement Loukachenko après sa réélection.

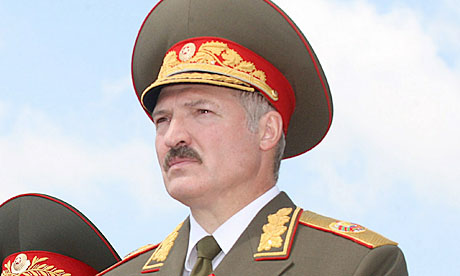
Alexandre Loukachenko en uniforme de commandant en chef des forces armées biélorusses, en 2001.

Malgré de nombreuses critiques, Loukachenko rejette les reproches qui lui sont faits à propos de sa politique autoritaire, en affirmant être la seule alternative à l'instabilité. À cause de sa manière de gouverner, il est souvent officieusement désigné bats'ka, ce qui est littéralement traduit par (petit) père, mais le mot signifie aussi chef de clan dans l'histoire des peuples slaves[réf. nécessaire]. Il est élu président du Comité olympique biélorusse, ce qui place ce dernier dans un certain flou vis-à-vis des règles du CIO (qui interdisent aux « gouvernements et autres autorités publiques » de désigner les membres des comités nationaux, mais n'empêchent pas les comités eux-mêmes d'élire comme dirigeants des représentants de ces autorités).
Ce deuxième mandat devait être le dernier en raison de la constitution biélorusse limitant à deux mandats présidentiels. En marge des élections législatives de 2004, un nouveau référendum pose une unique question visant à la modifier pour rendre la réélection du président possible. L'article 112 de la constitution interdit pourtant formellement qu'une telle question soit soumise au référendum. Atteignant un taux de participation rapporté de plus de 90 %, la mesure anticonstitutionnelle est rapportée avoir été adoptée par près de 89 % des sondés.

### Troisième mandat présidentiel (2006-2011)

#### Élection présidentielle de 2006
Loukachenko est réélu pour cinq ans le 19 mars 2006 par 82,6 % des voix au terme d'une élection jugée « non conforme aux normes internationales » et non démocratique par l'Organisation pour la sécurité et la coopération en Europe (OSCE). Le Conseil de l'Europe a, pour sa part, qualifié l'élection de « farce électorale ». La mission d'observation de la CEI, regroupant autour de la Russie les États pro-russes, ne peut cependant que qualifier le scrutin présidentiel de transparent et d'ouvert. Cette élection était à haut risque pour Loukachenko qui craignait une « révolution » calquée sur les modèles ukrainien et géorgien.
Loukachenko est par conséquent interdit de séjour dans l'Union européenne,, et aux États-Unis.

### Quatrième mandat présidentiel (2010-2015)
Les élections suivantes devaient être organisées en 2011, mais la date est finalement avancée au 19 décembre 2010.

#### Élection présidentielle de 2010
Après seize années à la tête de l'État, Alexandre Loukachenko brigue sans surprise un quatrième mandat consécutif. Il déclare notamment durant la campagne que ses opposants sont des « ennemis du peuple », qui seraient à la solde de l'Occident. Le scrutin de décembre 2010 crédite Loukachenko de 79,67 % des voix. L'OSCE évoque bien un dépouillement « imparfait » et une élection « loin des principes démocratiques »,,.

#### Sanctions internationales de 2011
Malgré plusieurs années d'ouverture diplomatique et en signe de protestation contre les arrestations d'opposants au régime, la communauté internationale décide au début de 2011 une série de sanctions, qui outre le gel d'importants avoirs financiers et économiques, prévoient l'interdiction de visa européen et nord-américain pour Loukachenko et plusieurs dizaines de ses plus proches collaborateurs.

### Cinquième mandat présidentiel (2015-2020)

#### Élection présidentielle de 2015
Alexandre Loukachenko est réélu avec plus de 80 % des voix le 11 octobre 2015.
En février et mars 2017, des manifestations spontanées ont lieu contre un décret imposant une taxe spéciale de 235 euros aux « parasites sociaux », c'est-à-dire à ceux qui travaillent moins de six mois par an. Les manifestants dénoncent cette taxe et scandent des slogans exigeant la démission du président Loukachenko. Le décret est suspendu le 9 mars,.
Les élections législatives de novembre 2019 renforcent encore le contrôle du président sur le parlement. Aucun parti ou candidat d'opposition n'obtient de siège, les principaux opposants ainsi que les deux parlementaires de l'opposition élus en 2016 ayant été empêchés de se représenter. L'opposition dénonce des fraudes massives,. Le président Loukachenko réitère dans la foulée son intention de se représenter pour un sixième mandat.

### Sixième mandat présidentiel (2020-2025)
Selon les résultats officiels de l’élection présidentielle du 9 août 2020, Alexandre Loukachenko est réélu avec 80,2 % des voix. Sa principale rivale, Svetlana Tikhanovskaïa (10,1 %), se réfugie dans la foulée en Lituanie. Le résultat provoque alors une vague de manifestations menées par l'opposition en contestation, réprimée avec violence par les forces de l'ordre. Peu après le scrutin, l'accès à certains sites de l'opposition, à ceux de certaines ONG et de la commission électorale est bloqué. Le 15 août 2020, Loukachenko s'entretient avec le président russe, Vladimir Poutine. Celui-ci lui promet une aide sécuritaire pour « préserver la sécurité de la nation biélorusse ». Loukachenko déclare également que « si la Biélorussie s'effondre, tout l'espace post-soviétique suivra ». Le 16 août, le président Loukachenko, au cours d'un rassemblement de ses partisans à Minsk, les appelle à « protéger l'indépendance de la Biélorussie » et rejette l'idée d'organiser une nouvelle élection. Au même moment, des milliers de personnes manifestent dans d'autres quartiers de la capitale et un peu partout dans le pays pour réclamer le départ du président.
Le 17 août, alors que les grèves se multiplient dans le pays, il s'adresse aux ouvriers d'une usine des tracteurs à roue de Minsk (MKZT), qui l’accueillent aux cris de « démission ». Après avoir défié les manifestants en leur préconisant de continuer à « crier », il affirme qu'il n'y aura pas de nouvelles élections tant qu'il n'aura pas été « tué », puis évoque l'éventualité de transmettre le pouvoir après l'adoption d'une nouvelle Constitution. Le 23 août, alors que des milliers de manifestants défilent dans le centre de Minsk, Alexandre Loukachenko arrive en hélicoptère au palais présidentiel, accompagné de son fils Kolya. Le président et son fils s'affichent dans des gilets pare-balles devant les caméras et sont armés de Kalachnikovs. Quelques minutes plus tard, Loukachenko, toujours armé, se rend auprès des forces de police qui assurent le maintien de l'ordre dans la capitale, à quelques pas des manifestants. Le président déclare un peu plus tard que « les opposants se sont enfuis comme des rats » à sa vue.
Le 23 septembre, il prête serment pour un sixième mandat lors d'une cérémonie tenue secrète. Le lendemain, l'Union européenne refuse de reconnaître Loukachenko comme chef d'État légitime du pays. Le chef de la diplomatie européenne déclare qu'il y a un « manque de légitimité démocratique » et que l'élection du 9 août n'était « ni libre ni équitable ». Cependant, Loukachenko reçoit de la part de plusieurs chefs d'État (Chine, Russie, Iran, Turquie, Égypte, Cuba, Syrie, etc.) des lettres de félicitation pour son sixième mandat,,.
Visé par une sanction du Comité international olympique, il est contraint d'abandonner la présidence du comité national olympique biélorusse. Son fils Viktor, jusqu'alors vice-président de l'organisme, est également suspendu : il est pourtant élu pour succéder à son père le 26 février 2021. Le Comité International des jeux olympiques décide néanmoins de « ne pas reconnaître » ce changement et de maintenir les sanctions pesant sur les deux hommes.

### Septième mandat présidentiel (depuis 2025)
Le 25 février 2024, Alexandre Loukachenko annonce se présenter aux élections présidentielles de 2025, pour un huitième mandat consécutif.
Le 25 mars 2025, Alexandre Loukachenko prête serment pour un septième mandat à la présidence de la Biélorussie après avoir remporté, selon les résultats officiels, 85,7 % des voix à l'élection présidentielle de janvier 2025.

#### Controverse sur le détournement du volRyanair 4978
Le 23 mai 2021, Alexandre Loukachenko est accusé par l'Union européenne et les États-Unis d'avoir donné l'ordre à l'armée biélorusse d'arrêter l'opposant Roman Protassevitch et sa compagne, Sofia Sapega, au moyen du détournement du vol Ryanair 4978 vers Minsk. Cette action est considérée comme un acte de piraterie par une bonne partie de la communauté internationale ; en représailles, l'Union européenne interdit son espace aérien aux vols biélorusses, exigeant la libération immédiate de l'activiste. Les autorités biélorusses contestent cette version en affirmant qu'il s'agit d'une décision prise uniquement par le personnel de bord de Ryanair,. Cela est démenti en décembre 2021 par le contrôleur aérien Oleg Galegov, qui déclare que le KGB était à la manœuvre pour dérouter l'avion.

#### Meurtre d'un opposant exilé en Ukraine
Le 3 août 2021, Vitali Chichov, dirigeant d'une ONG venant en aide aux réfugiés biélorusses, est retrouvé mort, pendu dans un parc à Kiev, en Ukraine, à proximité de son domicile. La police locale ouvre alors une enquête pour « homicide avec préméditation » et la cheffe de l'opposition biélorusse Svetlana Tikhanovskaïa accuse le régime d'Alexandre Loukachenko d'être à l'origine de la mort de Chichov.

#### Référendum de 2022 et soutien logistique à l'invasion de l'Ukraine par la Russie
Un nouveau référendum constitutionnel a lieu le 27 février 2022. Il est ordonné par Alexandre Loukachenko et vise à consolider le pouvoir de son régime après les manifestations de 2020-2021, qui ont été sévèrement réprimées par la police, débouchant sur l'arrestation de plus de 35 000 personnes. Les changements ainsi « adoptés » permettent à Loukachenko de rester au pouvoir jusqu'en 2035 et renforcent le pouvoir de l'Assemblée populaire biélorusse (en), un organe extraparlementaire dominé par les partisans du gouvernement,. Les changements abolissent également le statut de zone dénucléarisée de la Biélorussie, permettant au pays d'accueillir des armes nucléaires sur son territoire pour la première fois depuis la chute de l'Union soviétique. La préparation du référendum a lieu alors que la Russie rassemble ses troupes en Russie et en Biélorussie en prélude à l'invasion de l'Ukraine et le référendum se déroule trois jours après l'invasion, le 27 février 2022,,.

#### Rébellion du groupe paramilitaire Wagner
Lors de la rébellion du groupe paramilitaire Wagner, Alexandre Loukachenko déclare avoir négocié avec Evgueni Prigojine. Les négociations finissent par aboutir à la fin de la rébellion.

#### Crise des migrants
Le 19 mai 2025, la Lituanie porte plainte contre Alexandre Loukachenko devant la Cour internationale de justice, accusant son gouvernement d'avoir orchestré la crise des migrants, et d'avoir violé le droit international.

## Bilan politique
La Biélorussie est une république présidentielle, où le président est le chef de l’État et le premier ministre le chef du gouvernement. Le pouvoir exécutif est exercé par le gouvernement tandis que le pouvoir législatif est détenu par le parlement.
La déclaration d’indépendance de la Biélorussie, le 27 juillet 1990, ne fut pas l’aboutissement de profondes aspirations politiques, mais une réaction à des événements précipités, en particulier la déclaration d’indépendance de l’Ukraine, qui fut l’un des signes annonciateurs de la chute de l’URSS.

### Droits de l'homme
Le gouvernement de la Biélorussie est critiqué pour ses violations des droits humains relatifs à la liberté d'expression et à l'indépendance des journalistes, à la liberté d'association, notamment par ses persécutions des organisations non gouvernementales ; à la liberté de réunion, par ses interdictions et répressions sévères de manifestations, au travers de lois justifiant des délits d'opinion, par son appel aux forces armées pour réprimer les manifestations de masse, par sa pratique de la torture et d'autres mauvais traitements. Sur le plan judiciaire, il est accusé d'organiser des procès inéquitables favorisant la répression des dissidences, l'éloignement des opposants politiques et des défenseurs des droits humains ; de non-respect des droits de l'enfant en leur imposant, notamment, des peines d'emprisonnement pouvant s'accompagner de sévices physiques ; d'avoir recours secret à la peine de mort ; et de non-respect des droits des personnes migrantes, des réfugiés et du droit à la santé.
Le président Alexandre Loukachenko s'est décrit comme ayant un « style de gouvernement autoritaire ». Les pays occidentaux ont décrit la Biélorussie sous Loukachenko comme « la dernière dictature d'Europe », ; le gouvernement biélorusse a accusé ces mêmes puissances occidentales de tenter d'imposer un changement de régime (en). Le Conseil de l'Europe exclut la Biélorussie de l'adhésion depuis 1997 pour vote antidémocratique lors du référendum constitutionnel de novembre 1996, qui signe une recrudescence de l'autoritarisme d'État, et de manière générale pour l'organisation non démocratique des élections systématiquement entachées d'irrégularités, comme c'est à nouveau le cas lors de l'élection présidentielle biélorusse de 2020.

## Prises de position et polémiques

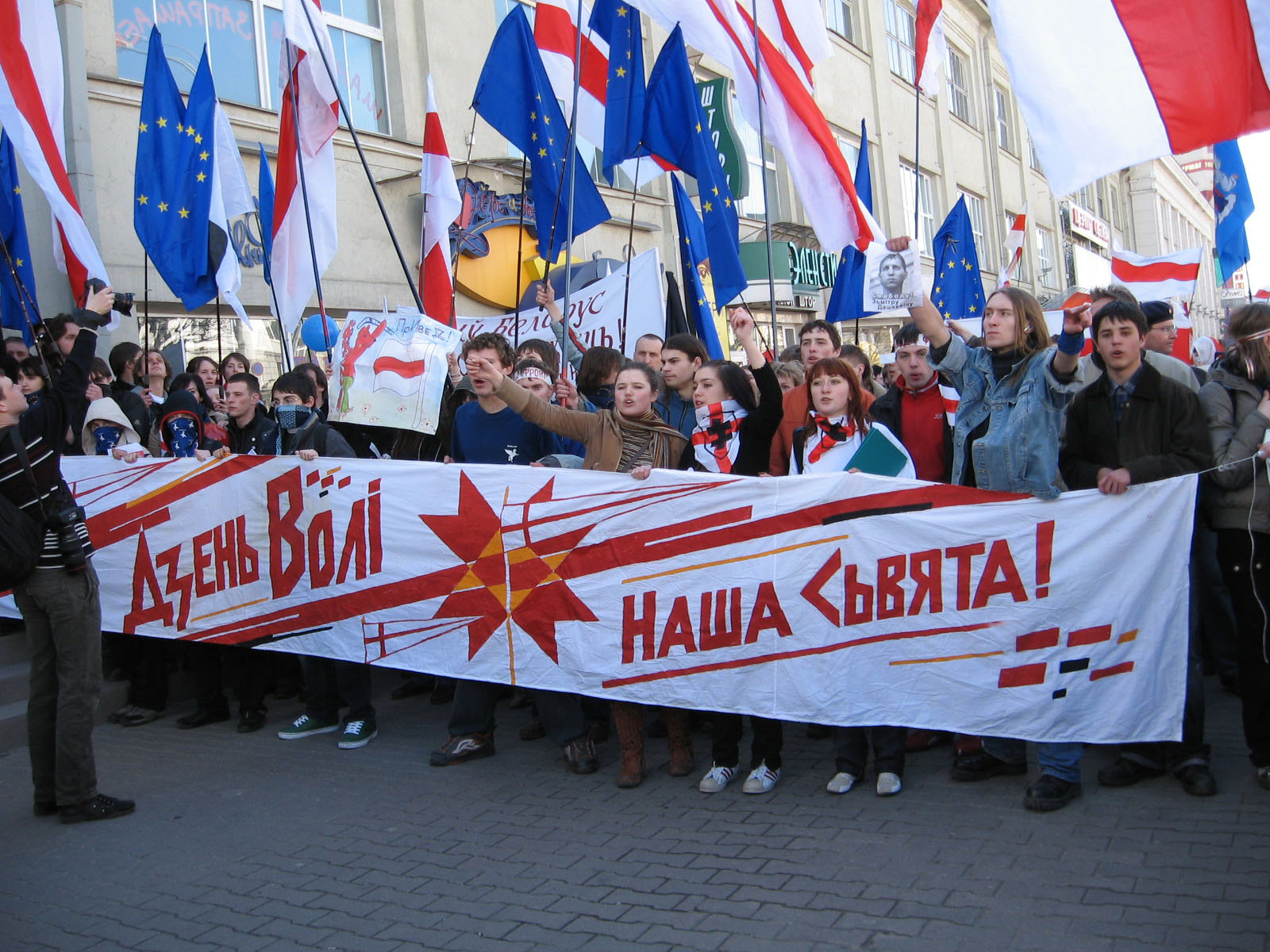
Manifestation contre le régime de Loukachenko en 2007.

En 2007, Alexandre Loukachenko tient des propos antisémites à propos de la ville de Babrouïsk, considérant que la ville est dégoutante parce qu'elle a un passé juif.
Le 21 mai 2007, Alexandre Loukachenko rencontre Mahmoud Ahmadinejad et soutient le programme nucléaire iranien[réf. nécessaire].
En 2011, Loukachenko déclare publiquement ne pas aimer « les pédés » et est critiqué pour avoir conseillé au ministre allemand des Affaires étrangères, Guido Westerwelle, ouvertement homosexuel, de mener « une vie normale ». Il répond aux critiques qui lui sont adressées en disant que « nous vivons dans une société démocratique [la Biélorussie]. […] J'ai le droit de donner ma position. » Il déclare alors « mieux vaut être dictateur que pédé ».
En 2013, le président reçoit le prix Ig Nobel de la Paix (parodique) pour avoir fait interdire l'action d'applaudir. La police du pays en est colauréate pour avoir arrêté un manchot sous cette accusation.
Durant la pandémie de Covid-19, il refuse le confinement de son pays,. Il déclare avoir décliné une aide de plusieurs millions de dollars d’aide internationale car il refusait de confiner son pays, ce qui engendre une polémique,. Il annonce en août 2021 qu'il ne rendra pas la vaccination contre la Covid-19 obligatoire.

## Famille

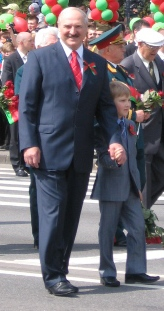
Alexandre Loukachenko en compagnie de son fils Kolia.

Loukachenko s'est marié en 1977 avec Galina Rodionovna Jelnerovitch. Le seul bien immobilier déclaré du président biélorusse est la maison de la famille Loukachenko située à Ryjkovitchi, un quartier de Chklov, où habite toujours Galina Loukachenko. Bien qu'ils soient toujours légalement mariés, Galina vit séparée de son mari depuis les premières années de présidence de celui-ci. Son fils aîné Viktor est membre du Conseil de sécurité de Biélorussie et son fils cadet Dmitri occupe le poste de chef du club présidentiel sportif et a préparé la participation des sportifs biélorusses aux Jeux olympiques d'été de 2008 à Pékin.
Loukachenko a un fils, Nikolaï, dit « Kolia », en 2004 avec sa maîtresse, Irina Abelskaïa, qui a longtemps été son médecin personnel. Alexandre Loukachenko aurait émis le vœu d'en faire son successeur en ayant déclaré à des paysans « Je l'ai déjà dit, mon plus jeune fils deviendra président ». Kolia l'accompagne en certaines occasions telles qu'une visite à Vladimir Poutine, une autre au pape Benoît XVI, ou un exercice militaire.

## Dans les arts
Le film Vive la Biélorussie !, réalisé en 2012, porte sur le régime politique d'Alexandre Loukachenko.